# Вортчинське сільське поселення
Во́ртчинське сільське поселення (рос. Вортчинское сельское поселение) — муніципальне утворення у складі Шарканського району Удмуртії, Росія. Адміністративний центр — присілок Вортчино.

## Населення
Населення — 862 особи (2015; 878 в 2012, 883 в 2010).

## Склад
До складу поселення входять такі населені пункти:
| Населений пункт       | Населення, осіб (2010) | Населення, осіб (2012) |
| --------------------- | ---------------------- | ---------------------- |
| Бадьярово, присілок   | 132                    | 125                    |
| Бісул-Кучес, присілок | 73                     | 74                     |
| Вортчино, присілок    | 300                    | 302                    |
| Кесшур, присілок      | 133                    | 131                    |
| Кулак-Кучес, присілок | 114                    | 113                    |
| Тиловил, присілок     | 131                    | 133                    |

## Господарство
На території поселення працюють 2 сільськогосподарських підприємства. Соціальна сфера представлена школою-садочком.